# کاتونایاکه
کاتونایاکه (به لاتین: Katunayake) یک منطقهٔ مسکونی در سری‌لانکا است که در استان غربی، سری‌لانکا واقع شده‌است. کاتونایاکه ۶۱٬۲۲۸ نفر جمعیت دارد.